# Барони, Марко (футболист)
Марко Барони (итал. Marco Baroni; род. 11 сентября 1963, Флоренция) — итальянский футболист и футбольный тренер. 

## Карьера
Воспитанник «Фиорентины». В качестве футболиста выступал на позиции защитника. Барони поиграл за ряд итальянских клубов, в числе которых были «Рома» и «Наполи». С последним клубом он становился чемпионом страны. В игре 1/8 финала Кубка чемпионов 1990/91 со «Спартаком» Барони не забил пенальти в послематчевой серии, и «Наполи» выбыл из турнира.
Вызывался в расположение молодёжной сборной Италии. В 1986 году Марко Барони вместе с ней становился вице-чемпионом Европы среди молодёжных команд.
После завершения карьеры стал тренером. Успешно работал с молодёжным составом «Ювентуса». В 2012 году во время дисквалификации наставника туринцев Антонио Конте рассматривался как один из претендентов на место временного наставника команды. Барони самостоятельно руководил тремя командами Серии А: «Сиеной», «Беневенто» и «Фрозиноне». Последние два клуба он не сумел спасти от вылета из элиты.
15 декабря 2020 года специалист возглавил выступающую в Серии B «Реджину».
31 мая 2021 назначен главным тренером клуба Серии B «Лечче». Контракт подписан на 1 год с возможностью продления до сезона 2022/23. По итогам турнира занял с командой первое место и вышел в Серию А. Под его руководством клуб избежал вылета, заняв 16-е место в сезоне 2022/23.
1 июля 2023 назначен главным тренером «Эллас Вероны». Срок действия договора рассчитан до лета 2024 года, предусмотрена опция продления ещё на сезон. 10 июня контракт был расторгнут по соглашению сторон.
11 июня 2024 руководство «Лацио» объявило о назначении специалиста на пост главного тренера. На протяжении всего сезона 2024/2025 «Лацио» под руководством Марко Барони показывало стабильную игру и претендовали на Лигу чемпионов, но в последнем туре дома сенсационно проиграли аутсайдеру «Лечче» и остались вне зоны еврокубков. 2 июня 2024 года руководство «Лацио» приняло решение уволить Барони.
5 июня 2025 года «Торино» объявил о назначении Барони на пост главного тренера, стороны подписали контракт на два года.

## Достижения

### Футболиста
- Чемпионат Италии: 1989/90
- Обладатель Суперкубка Италии: 1990
- Вице-чемпион Европы среди молодёжных команд: 1986

### Тренера
- Победитель Серии B: 2021/22
- Победитель Примаверы: 2012/13
- Победитель турнира Виареджо: 2012

## Семья
Сын Марко Барони Риккардо (род. 1998) также является футболистом.